# Campanie
Ne doit pas être confondu avec Campanile.
Pour les articles homonymes, voir Campanien (homonymie).
La Campanie (en italien : Campania, /kamˈpanja/) est une région administrative d'Italie du Sud comptant 5 570 938 habitants. Sa capitale est la ville de Naples. 
Il s'agit de la région la plus peuplée et la plus densément peuplée du Mezzogiorno ; à l'échelle nationale, elle est troisième en nombre d'habitants (derrière la Lombardie et le Latium) et deuxième en termes de densité de population (devancée uniquement par la Lombardie). Enserrée entre la mer Tyrrhénienne à l'ouest et les Apennins méridionaux à l'est, elle a une superficie de 13 671 km². La région est limitrophe du Latium au nord-ouest, du Molise au nord, des Pouilles au nord-est et de la Basilicate à l'est. Outre la ville métropolitaine de Naples, elle comprend les provinces d'Avellino, Bénévent, Caserte et Salerne. Ses côtes s'articulent autour des golfes de Gaète, Naples, Salerne et Policastro.
Les plus anciennes traces de peuplement humain en Campanie remontent au paléolithique et au néolithique. Dès le début du Ier millénaire av. J.-C., l'arrière-pays est occupé par les Osques puis les Samnites, des populations italiques. À partir du VIIIe siècle av. J.-C., les Grecs essaiment un grand nombre de colonies le long du rivage méditerranéen dont Pithécuse, Cumes, Parthénope, Néapolis et Poséidonia, qui ancrent la région à la Grande-Grèce. Enfin, la plaine campanienne représente la limite méridionale de l'expansion étrusque. C'est dans la seconde moitié du IVe siècle av. J.-C., consécutivement aux guerres samnites, qu'elle passe dans l'orbite des Romains qui la baptisent de son nom de Campania felix (« campagne heureuse ») en raison de la fertilité de ses terres. À la suite du déclin de la civilisation romaine, l'unité politique de la région se morcelle et passe au VIe siècle sous influence lombarde et, dans une moindre mesure, byzantine.
Au XIIe siècle, la région retrouve son unité politique grâce à l'arrivée des Normands, qui imposent l'autorité du royaume de Sicile sur toute la Campanie (à l'exception de la ville de Bénévent, qui relève des États pontificaux). De 1282 jusqu'au XIXe siècle, elle est au cœur du royaume de Naples dont la capitale devient l'un des centres économiques, culturels et artistiques d'Europe sous les dynasties angevine, aragonaise, les Habsbourg et les Bourbons. À l'époque contemporaine, la Campanie connaît, comme le reste de l'Italie du Sud, des difficultés persistantes en matière de développement socio-économique par rapport au nord du pays, suscitant de nombreux débats connus sous le nom de Question méridionale.

## Toponymie
L'étymologie du choronyme Campania est incertaine. Selon certains historiens, il dérive du mot latin campus (« campagne »), tandis que d'autres le font dériver du terme osque Kampanom (qui désignait la zone soumise à l'ancienne cité de Capoue, qui fut la capitale de l'Étrurie campanienne pendant des siècles). D'autres encore suggèrent qu'il s'agit d'une succession des deux, l'étymon latin étant venu renforcer le précédent.
La seule certitude est que « Campanie » désignait à l'origine exclusivement les plaines fertiles de la région, la Campania felix peuplée de Campaniens italiques et de colons étrusques et grecs (sur la bande littorale pour ces derniers) ; en outre, la forme latine Campania apparaît relativement tard (première mention au IIe siècle av. J.-C. par Polybe) alors qu'auparavant c'est le terme ager Campanus (littéralement « campagne campanienne », au sens de « campagne capouane ») ou d'autres périphrases semblables qui étaient d'usage.
Cependant, avec la création de la province de Campanie (dont la capitale fut Capoue), l'usage du toponyme s'est répandu vers le nord jusqu'au Tibre et au sud jusqu'au Sélé. La conquête d'une vaste partie de la région par les Lombards (à l'exception de Naples) entraîne l'oubli massif du choronyme « Campanie » qui ne survit qu'aux limites septentrionales de l'ancienne province, au sud immédiat de Rome (dont dérive par ailleurs la locution de campagne romaine, dont les habitants sont appelés campanini en italien). Partout ailleurs, le terme « Campanie » disparaît inexorablement du langage courant (bien que l'on puisse retenir quelques survivances sporadiques, comme dans le cas de Campagna, commune de la province de Salerne) mais continue d'être employé par les classes instruites qui perpétuent le souvenir de l'héritage romain dans la région.
La « résurrection » définitive de ce nom plurimillénaire ne survient qu'après l'annexion au royaume d'Italie et se confirme par la création d'une région administrative homonyme malgré des frontières sensiblement différentes de celles de la Campanie antique.

## Histoire

### Des origines à l'Empire romain

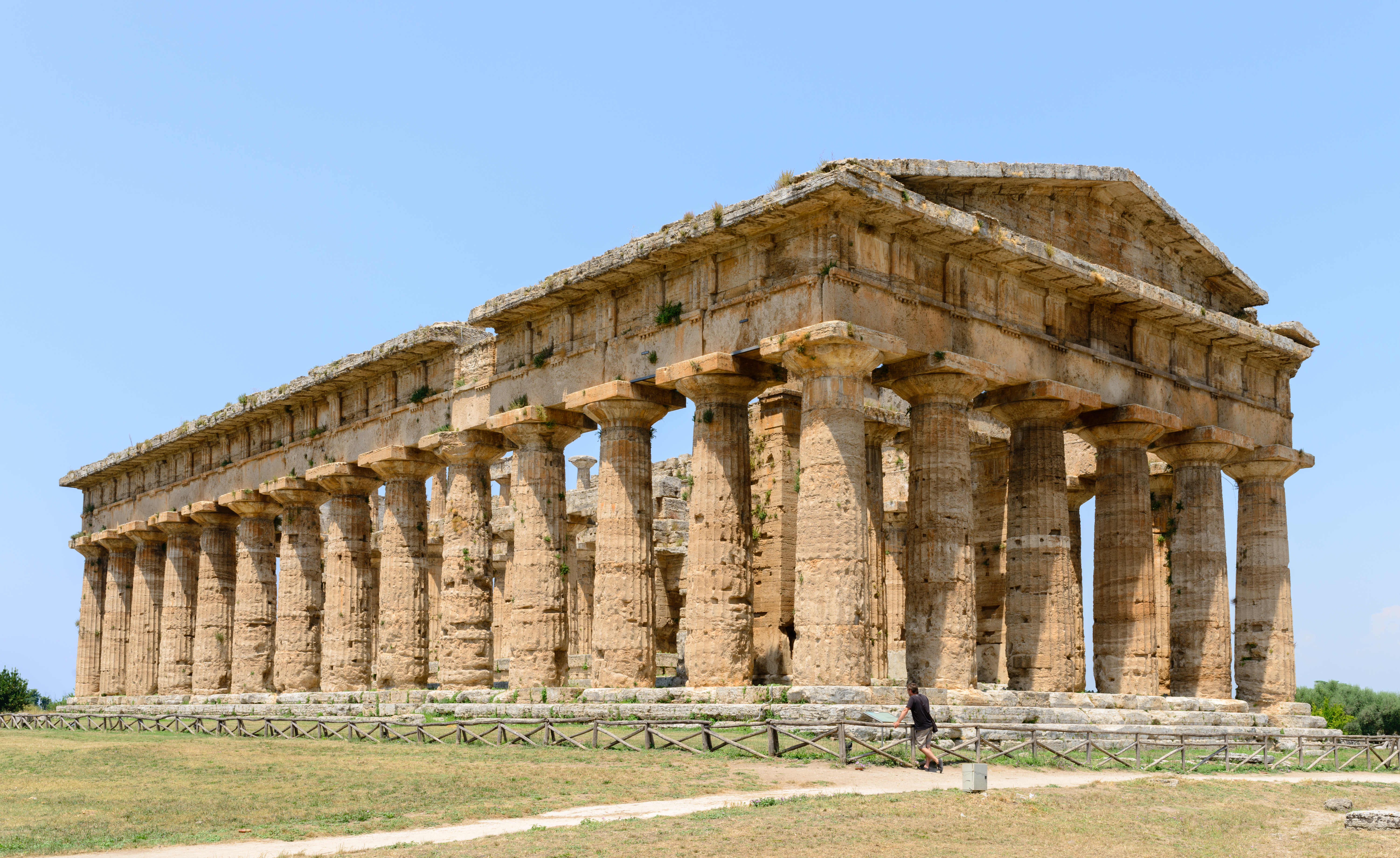
Temple d'Héra (Paestum).

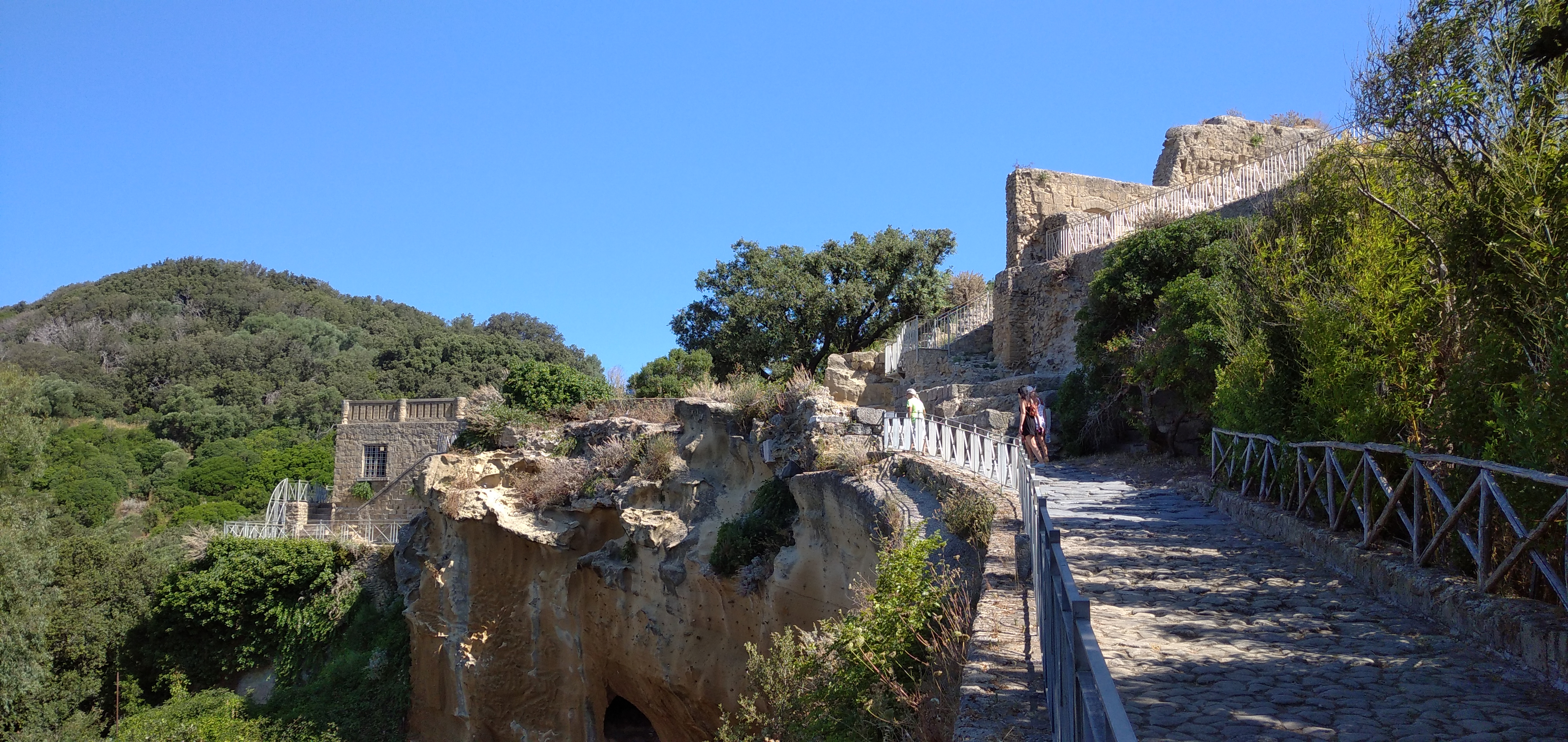
Vestiges de l'acropole de Cumes.

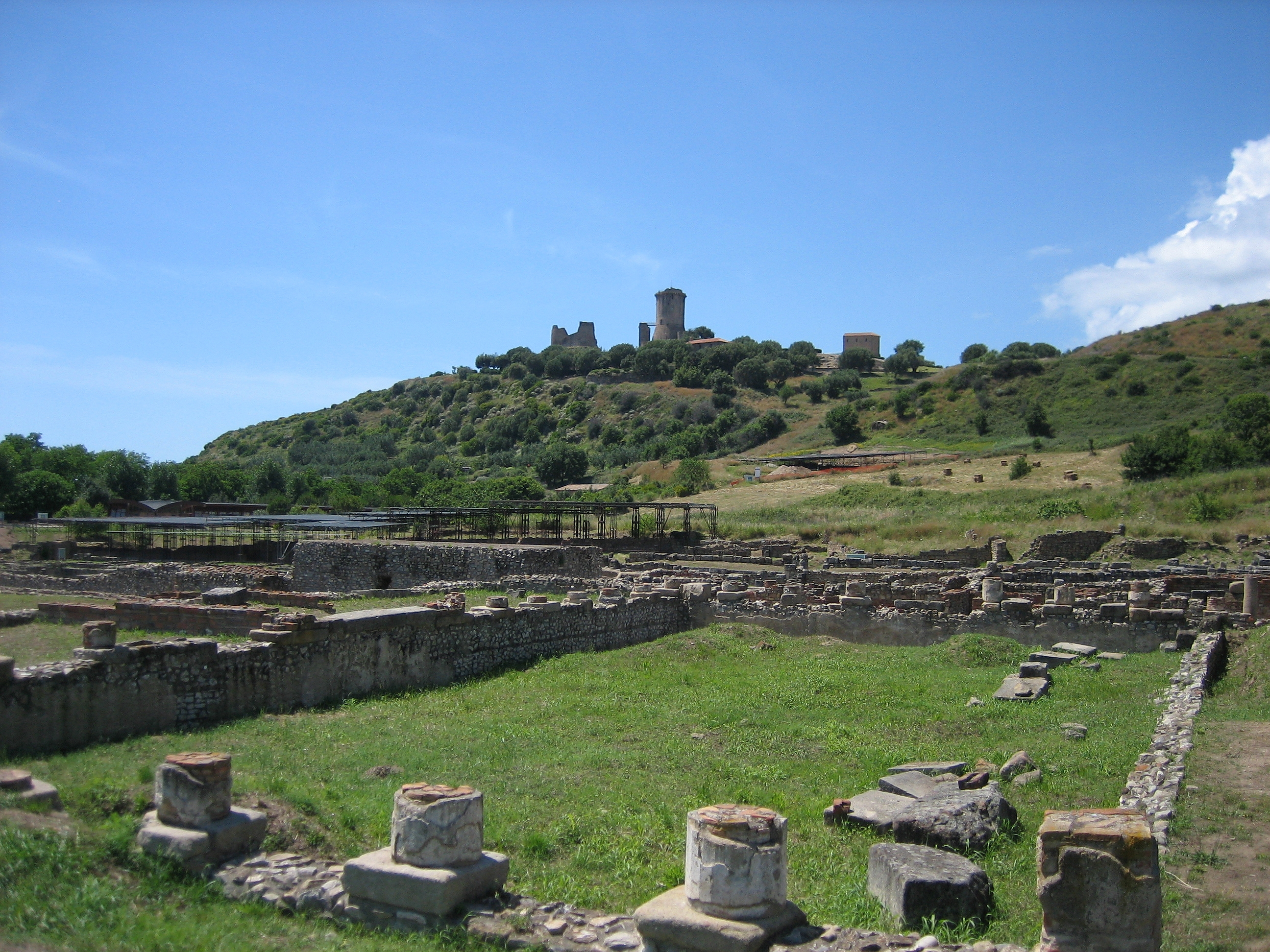
Site archéologique d'Élée.

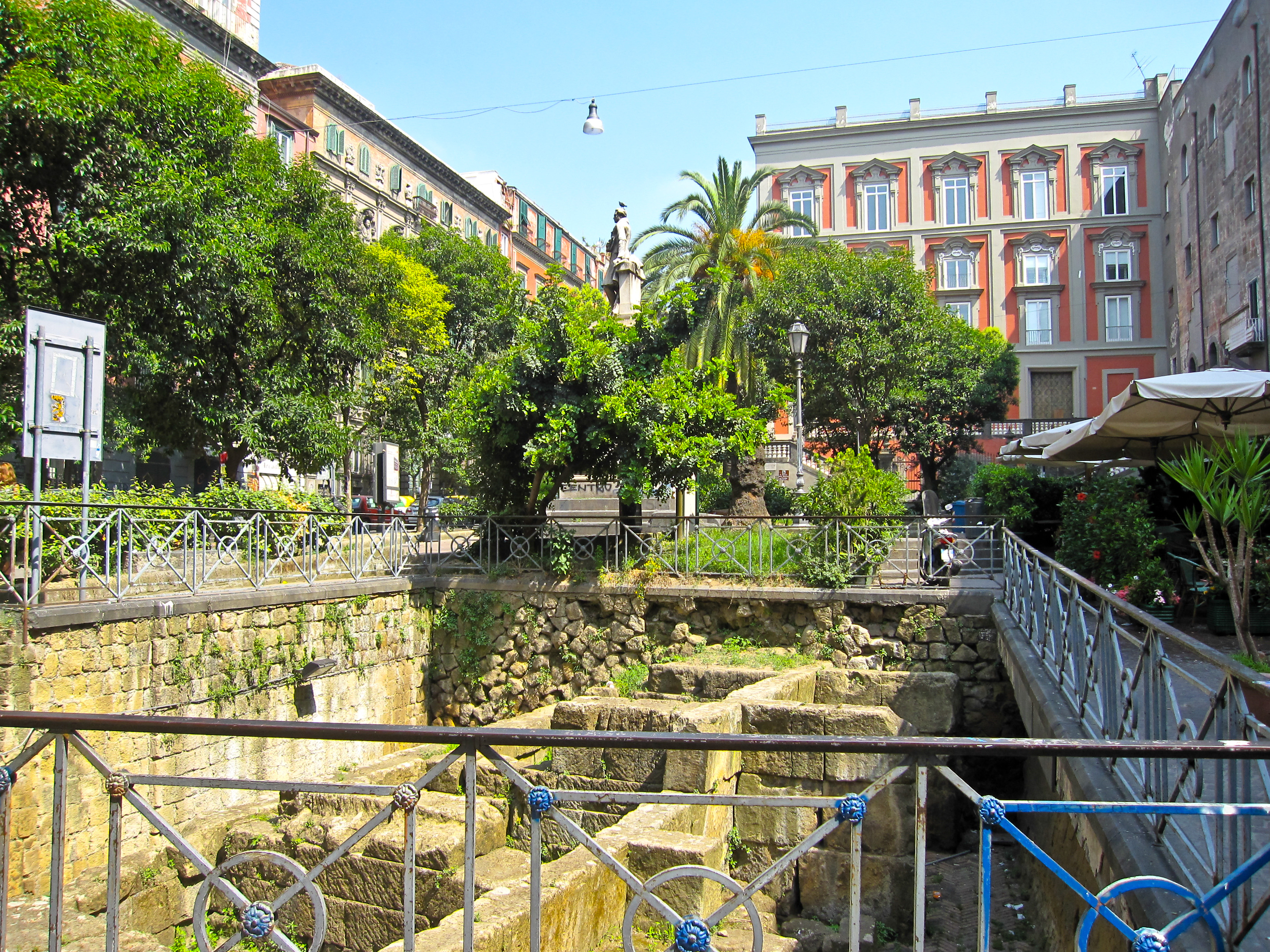
Ruines de la cité grecque de Néapolis sur la piazza Bellini, Naples.

L'occupation humaine de la Campanie est attestée dans le secteur des Apennins à partir du paléolithique moyen, c'est-à-dire à l'ère de Néandertal ; en effet, les silex à patine blonde taillés et travaillés émergent en grand nombre à cette période sur le plateau de Camporeale (près d'Ariano Irpino) et ses alentours, tandis que les premières traces de sédentarisation remontent au néolithique dans le site voisin de La Starza.
Au Ier millénaire av. J.-C., la présence de populations d'origine indo-européenne telles que les Osques (ou Opiques), les Aurunces, les Ausones, les Sidicins et les Samnites, qui parlent la langue osque (langue indo-européenne du groupe italique), est attestée dans les zones intérieures et les montagnes, tandis que la campagne campanienne est occupée par les Étrusques et la bande côtière connaît la colonisation grecque. La principale cité étrusque était Capoue tandis que les colons grecs se sont implantés à Pithécuse (Ischia), Kymé (Cumes), Parthénope (qui deviendra Néapolis, Naples), Dikéarcheia (Pouzzoles), Poséidonia (Paestum), Élée (Ascea) et Pyxous (Policastro Bussentino) ; bien qu'aujourd'hui en territoire campanien, les trois dernières cités étaient considérées dans l'Antiquité comme étant situées en Lucanie. La Campanie intègre ainsi la Grande-Grèce, qui allait exercer une influence décisive sur la société romaine puis l'ensemble de la civilisation occidentale. L'alphabet latin lui-même dérive de l'alphabet grec apporté à Cumes par les Chalcidiens.
La première colonie grecque de Campanie, qui est également la première de toute la Méditerranée occidentale, est créée sur l'île d'Ischia (qui accueillait déjà un comptoir punique depuis le Xe siècle av. J.-C.) où, au VIIIe siècle av. J.-C., des aristocrates en provenance de Chalcis, en Eubée, s'installent pacifiquement par un accord avec les Phéniciens sur la baie de Lacco Ameno afin de commercer avec les Étrusques et acquérir leurs connaissances techniques sur le travail du fer. Nommée Pithécuse, cette première implantation de culture métissée gréco-punique précède même la fondation de Naxos et de Megara Hyblaea en Sicile (bien que le géographe Strabon, dont l'étude est corroborée par le mythe de la sirène Parthénope et d'autres faits historiques attribuables à cette période, suggère l'existence d'une colonie antérieure fondée par des Rhodiens sur l'îlot de Mégaride ; supposément datée du IXe siècle av. J.-C., elle constituerait le noyau archaïque de la future Naples). Cet avant-poste permet aux Grecs de nouer des liens commerciaux fructueux avec les Étrusques, auxquels ils transmettent également leur alphabet, et de nouveaux colons vont affluer d'abord sur l'île d'Ischia puis sur une bande restreinte le long des côtes campaniennes.

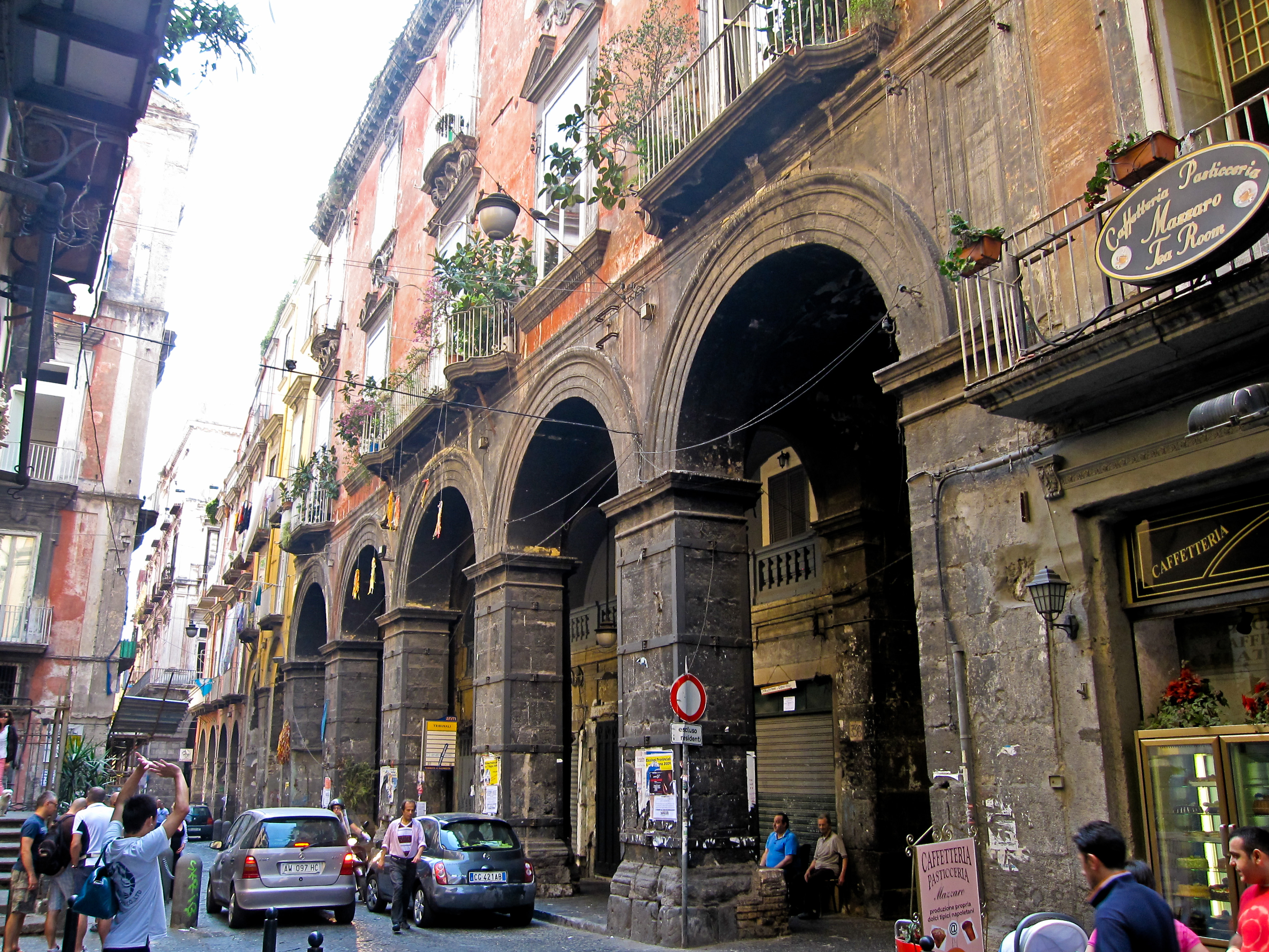
Plateia maggiore (Naples).

Leurs premières implantations sur le continent se font à Kymé (sur un promontoire faisant face à Lacco Ameno), puis à Dikéarcheia (Pouzzoles), sur le mont Echia et l'îlot de Mégaride où ils fondent, dans la seconde moitié du VIIIe siècle av. J.-C., le modeste comptoir de Parthénope qui doit offrir une protection aux Grecs en cas d'invasion terrestre. Néapolis, la « nouvelle ville » (qui correspond à Naples) est bâtie à la fin du VIe siècle av. J.-C. selon un plan orthogonal composé de plateiai et de stenopoi, qui deviendront sous les Romains les decumani maximi de la cité. Si la côte est investie par les Grecs, l'intérieur demeure fermement sous le contrôle des Étrusques qui y ont fondé une dodécapole (union de douze cités) dominée par Capoue, Nuceria, Nola, Acerra et Suessula.

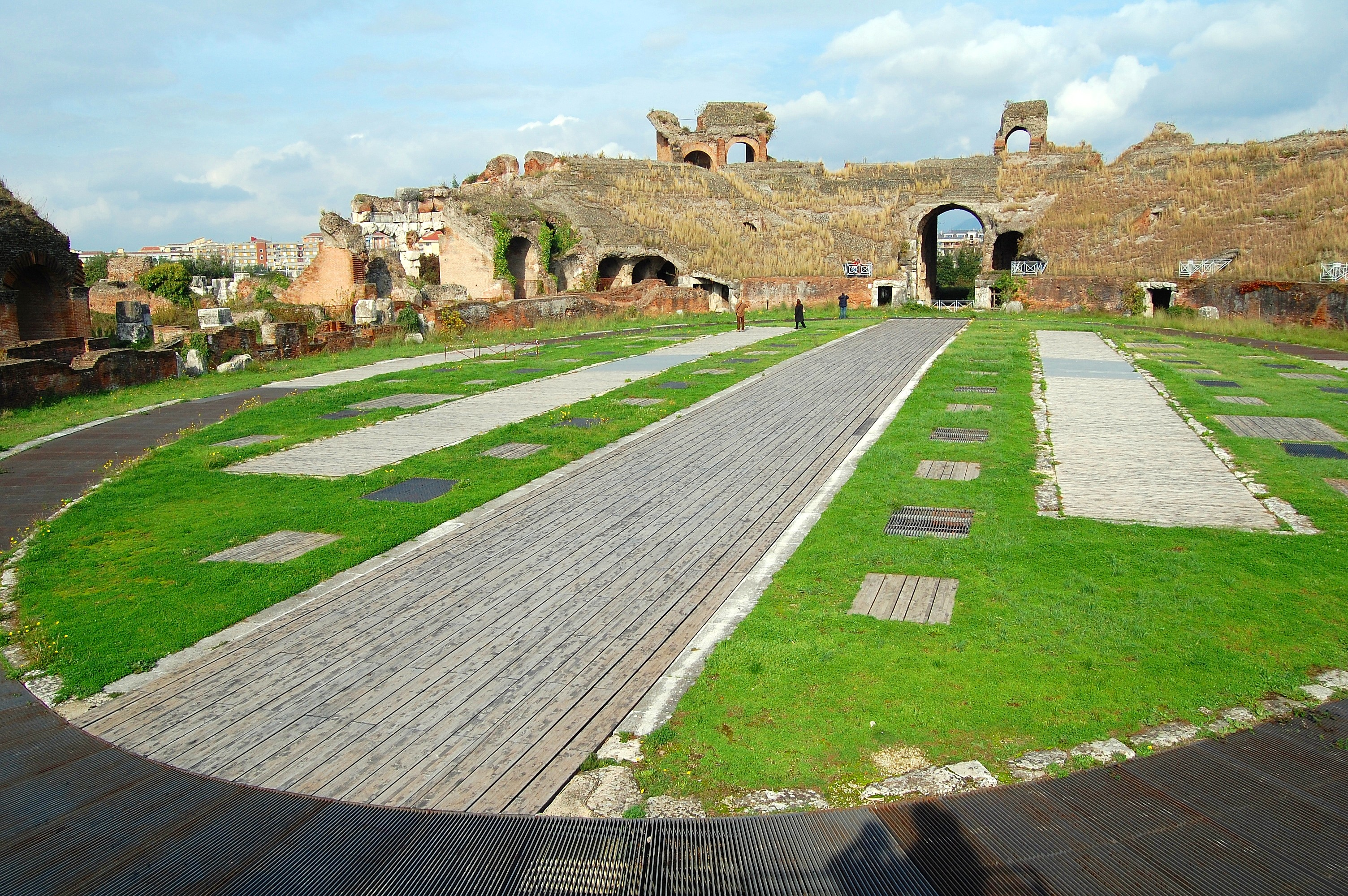
L'amphithéâtre de Capoue (Santa Maria Capua Vetere), possiblement le premier amphithéâtre construit par les Romains.

Certains Samnites des proches montagnes descendent vers les plaines et le rivage et se joignent aux Étrusques et aux Grecs avec lesquels ils commercent tout en entretenant des relations cordiales. À cette époque, les Samnites se divisent ainsi en deux « factions », l'une agglomérée dans les basses terres et ouverte aux contacts et aux influences étrangères, l'autre toujours isolée dans les montagnes et refusant farouchement tout contact avec les peuples voisins. En 343 av. J.-C., l'opulente cité campanienne de Capoue sollicite l'aide de Rome contre des bandes de samnites qui la menacent. Si les Romains ne parviennent pas à vaincre les Samnites de manière décisive, ils vont forger une alliance précieuse avec Capoue tandis que leurs adversaires se rassemblent au sein de la « ligue latine », qui sera dissoute deux ans plus tard à l'issue de l'écrasante victoire romaine à la première guerre samnite. Les membres des communautés restées fidèles à Rome sont récompensés par la citoyenneté romaine, ce qui conduit certaines cités telles que Naples à leur proposer une alliance. Cette dernière ne put recevoir de réponse de la part du Sénat que les Samnites rouvrirent les hostilités, déclenchant la deuxième guerre samnite (326-304 av. J.-C.). Les Romains subissent un revers à Caudium lors de la « bataille des Fourches Caudines » et ont été contraints de remodeler toute leur armée avant le déclenchement du troisième conflit. Lors de la troisième guerre samnite (298-280 av. J.-C.), les Romains affrontent une coalition de Gaulois, d'Étrusques, de Samnites et d'autres populations italiques et les vainquent de manière décisive à la bataille de Sentinum, dans les Marches (295 av. J.-C.) ; Manius Curius Dentatus contraint les Étrusques à la paix en 290 av. J.-C. Plus tard, lors de la deuxième guerre punique, la majeure partie de la région est pacifiée et fait montre de loyauté envers Rome à l'exception notable de Capoue et quelques autres cités qui s'allièrent aux Carthaginois jusqu'à leur soumission en 211 av. J.-C.
La région est administrativement rattachée à la Regio I Campania, transformée sous le règne de Dioclétien en Provincia Campaniae ; les deux juridictions s'étendaient dans ce qui constitue de nos jours le sud du Latium mais n'incluaient ni le Cilento et le Val de Diano (rattachés à la Lucanie), ni l'arrière-pays de l'Irpinia (rattaché à l'Apulie). Tout au long de la période romaine, de nombreux puissants se sont faits édifier des villas de détente le long de la côte. Sur le plan économique, la Campania felix fut l'une des régions les plus riches du monde romain et connut un développement extraordinaire en matière d'agriculture et de commerce. C'est à Naples, près de l'actuel Castel dell'Ovo, que mourut en 511 apr. J.-C. l'ancien empereur Romulus Augustule, dont la déposition en 476 apr. J.-C. a marqué la chute de l'Empire romain d'Occident.

### Des Lombards à la vice-royauté espagnole

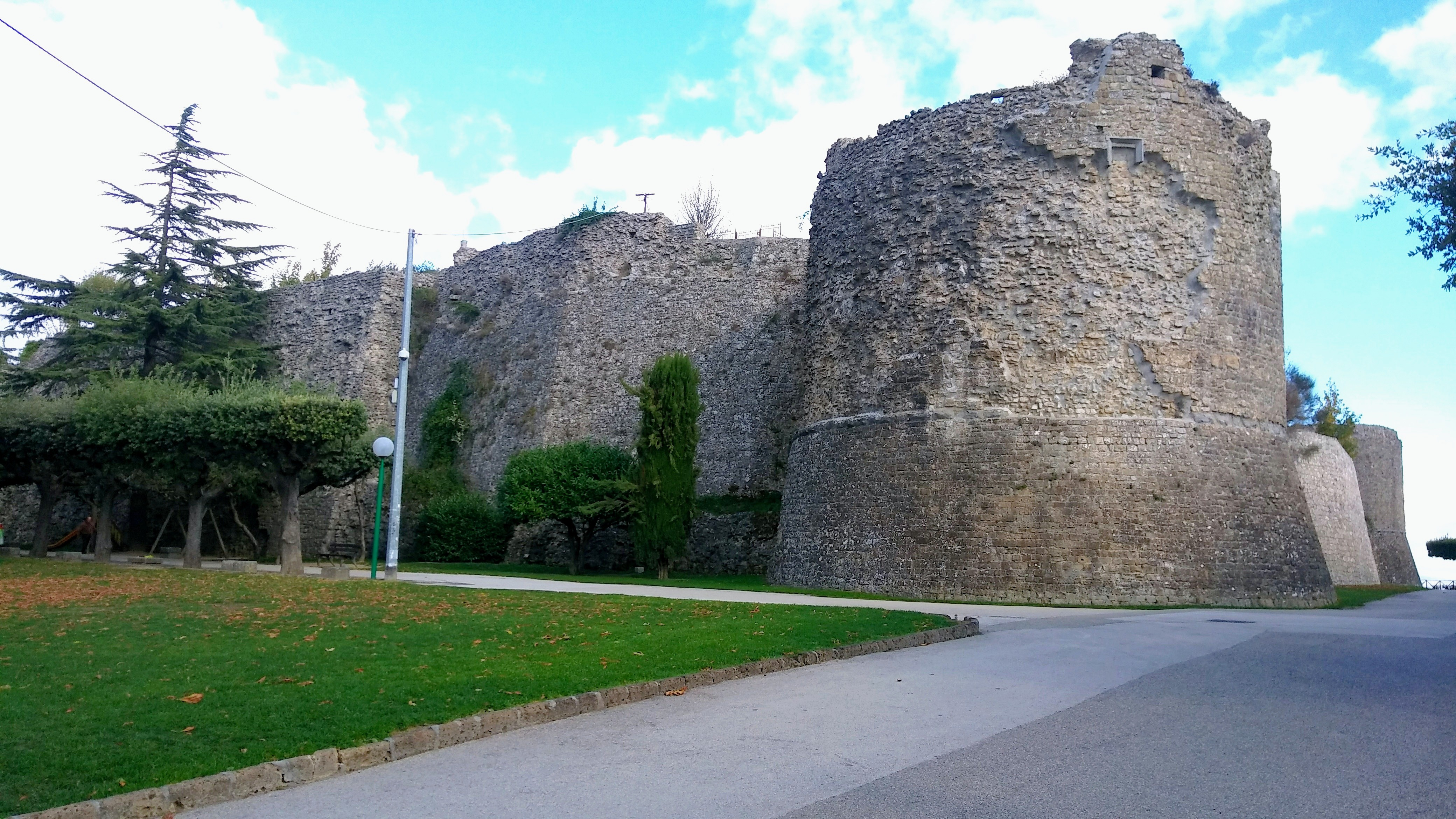
Château normand (Ariano Irpino).

À partir du Ve siècle apr. J.-C., la Campanie perd peu à peu toute forme d'unité alors qu'elle est divisée entre les Byzantins et les princes lombards. Ces derniers descendent l'Italie vers la fin du siècle jusqu'à atteindre la Campanie où ils fondent le duché de Bénévent qui deviendra, en raison de la chute de Pavie, une principauté jusqu'à son annexion au XIe siècle aux domaines du pape (raison pour laquelle les historiens qualifient Bénévent de « balcon papal sur l'Italie du Sud »). Les principautés de Salerne et de Capoue, qui avaient obtenu leur indépendance du duché de Bénévent, n'intégreront jamais les États pontificaux.
Le duché de Naples tombe aux mains des Byzantins en 536 mais entre en rébellion quasi constante contre les autorités impériales et finit par s'affranchir de la domination byzantine pour former une cité-État véritablement autonome à l'instar de Gaète, Sorrente et Amalfi, qui vont s'unir au sein d'une « ligue campanienne » pour empêcher l'expansion des Sarrasins en terres italiennes. À cet égard, elles vont rencontrer deux succès majeurs à Ostie et au Garigliano en 849 et en 915 respectivement.
En 1022, les Normands acquièrent le comté d'Ariano puis, en 1030, le fief d'Aversa, concédé par les ducs de Naples : ces deux premiers gains sont à l'origine de l'essor de la puissante dynastie normande. En effet, c'est à partir de là qu'ils parviendront à unifier une grande partie de l'Italie du Sud en un siècle. La Campanie intègre alors le royaume de Sicile et est soumise à ses souverains successifs (Hauteville, Hohenstaufen et Angevins).

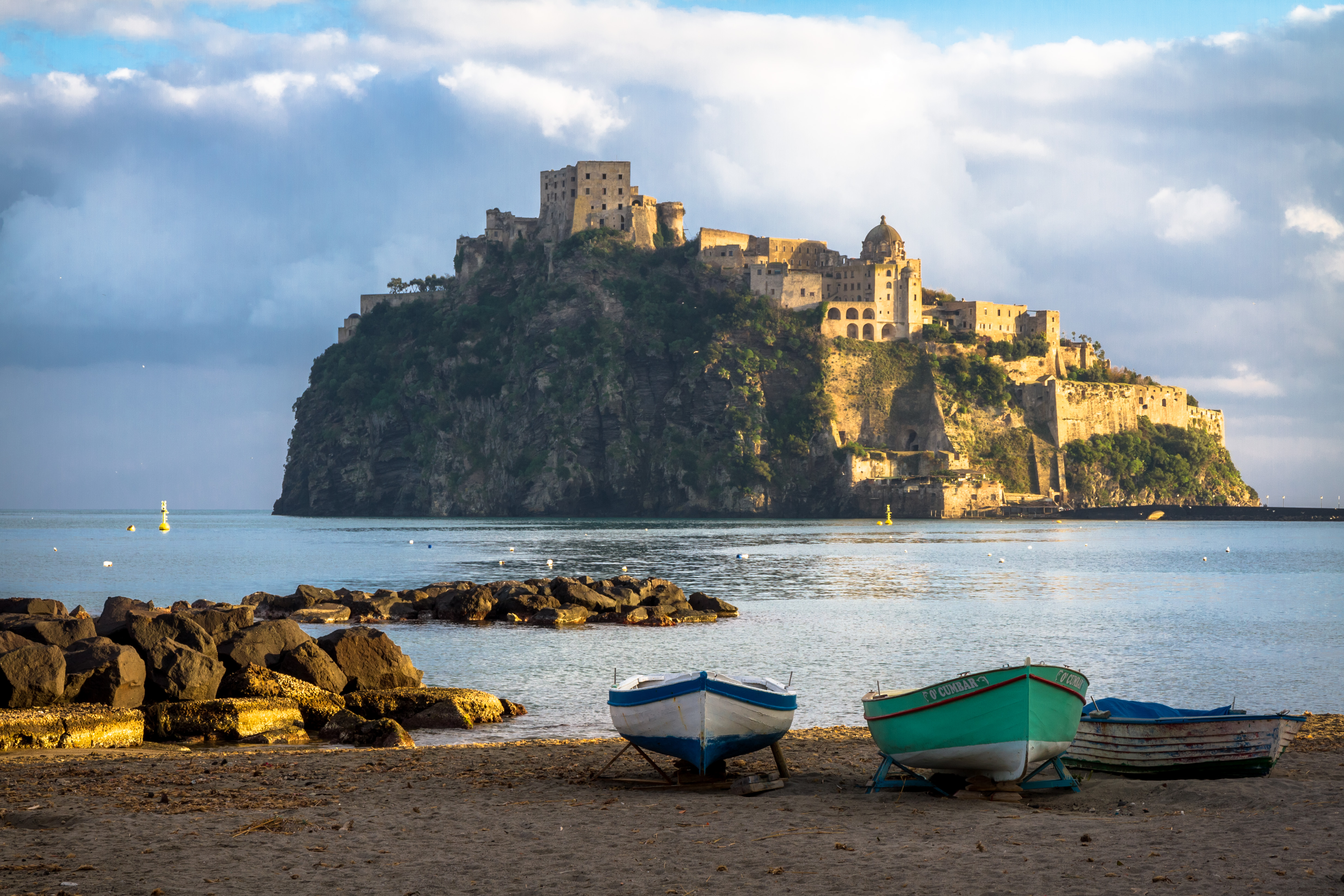
Château aragonais d'Ischia.

Les Vêpres siciliennes provoquent le déclenchement d'une guerre de 90 ans qui s'achève par la sécession de la Sicile. La partie continentale de l'Italie méridionale, toujours détenue par la dynastie angevine, formera dorénavant le royaume de Naples. Viennent ensuite les Aragonais, sous lesquels Naples devient l'un des centres de l'humanisme et de la Renaissance. Sous le règne d'Alphonse V d'Aragon, les deux royaumes sont temporairement réunifiés et Naples accède au rang des grandes capitales méditerranéennes.
Revenant par héritage à Charles Quint, la couronne napolitaine devient une vice-royauté subordonnée à l'Espagne. La politique des souverains espagnols a longtemps été caractérisée par de lourdes charges fiscales afin de couvrir les dépenses impliquées par les nombreuses guerres du royaume ; la vice-royauté de Naples était en effet l'une des principales sources d'argent et de main-d'œuvre de l'Empire espagnol, ce qui suscita un grand nombre de révoltes auprès des classes populaires.

### Les Bourbons et le royaume des Deux-Siciles

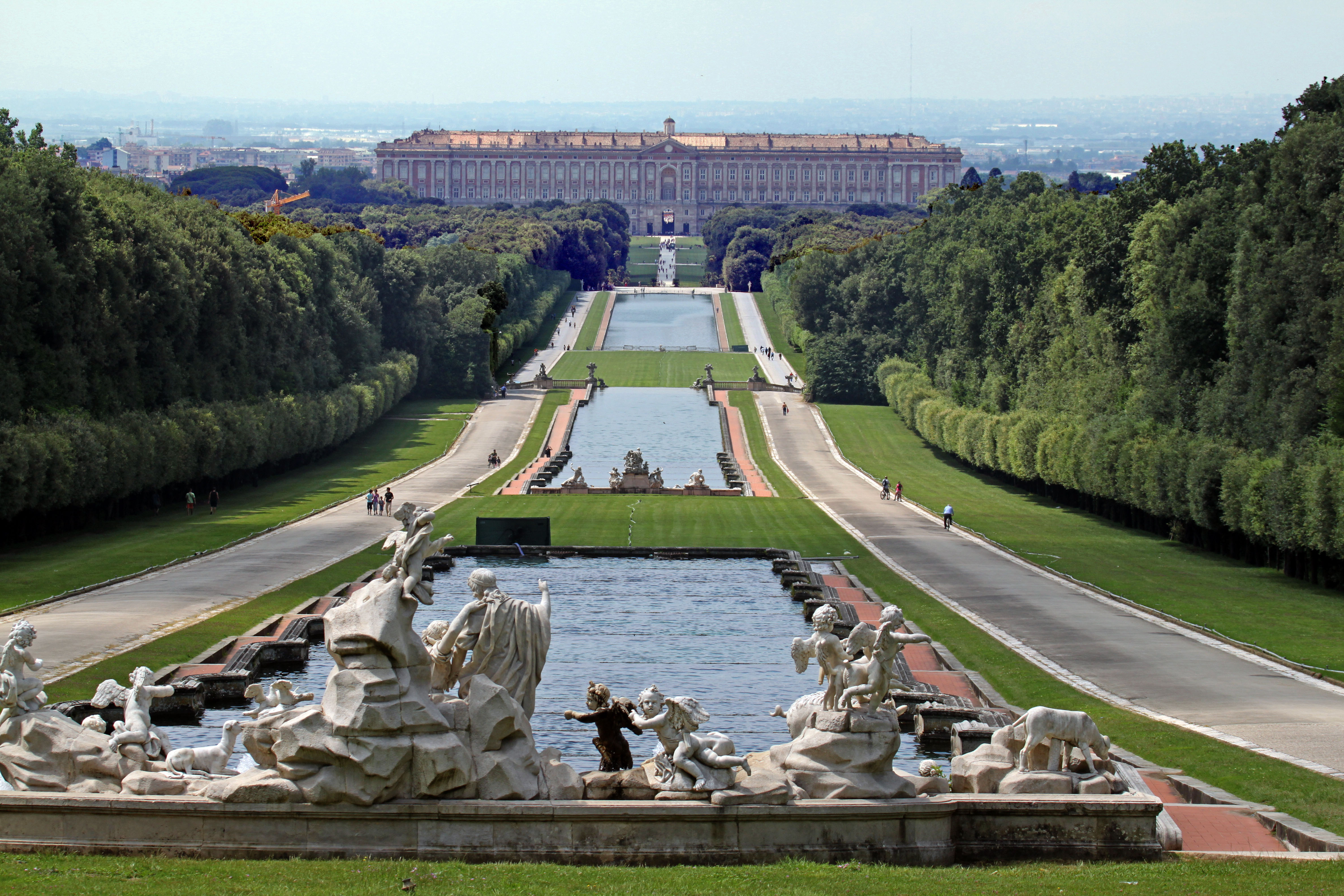
Le palais royal de Caserte.

Après la guerre de succession de Pologne et la brève parenthèse autrichienne, la Campanie passe au royaume des Bourbons de Naples. Le premier roi fut Charles de Bourbon, couronné en 1735, qui mit en œuvre d'ambitieuses réformes économiques et législatives visant à permettre à Naples de rivaliser avec les autres grandes capitales européennes. Tout aussi désireux de donner à son royaume un prestige digne de ce nom, il ordonna à Luigi Vanvitelli la construction du palais royal de Caserte, achevé seulement en 1845 et souvent défini comme la dernière réalisation majeure du baroque italien.
Dans le contexte de la première campagne napoléonienne en Italie et la formation des républiques jacobines, Naples proclame en 1799 la République parthénopéenne qui, entre problèmes financiers et flambées d'insurrections, ne va guère s'étendre plus de quelques mois avant d'être vaincue par l'armée des sanfédistes. Les Bourbons vont faire preuve d'une répression féroce et exiger de nombreuses condamnations à mort. Plus tard, Napoléon Bonaparte nomme dans un premier temps son frère Joseph comme roi de Naples, puis son beau-frère Joachim Murat qui abolit définitivement la féodalité. À la fin de l'ère napoléonienne, le Congrès de Vienne (1815) restitue les royaumes de Naples et de Sicile aux Bourbons qui les fusionnent pour donner naissance au royaume des Deux-Siciles : si la capitale était initialement fixée à Palerme, elle sera déplacée à Naples dès l'année suivante.

Drapeau du royaume des Deux-Siciles.

Sous le royaume des Deux-Siciles (1816-1861), le contexte européen général est aux évolutions techniques et scientifiques qui prennent forme en Campanie par la construction de la première ligne de chemin de fer italienne (Naples-Portici, 1839).
Malgré ces quelques progrès, le régime en place n'en demeure pas moins une monarchie absolue et la Campanie est secouée par les mouvements insurrectionnels de 1820 qui débouchent sur une révolte ouverte orchestrée par le général Guglielmo Pepe : intimidé, le roi Ferdinand Ier adopte une charte calquée sur la constitution espagnole mais, bénéficiant de l'appui militaire autrichien, la suspend quelques mois plus tard et réprime sévèrement les nouvelles insurrections,. L'histoire se répète lors des émeutes de 1848 : une énième insurrection se produit, Ferdinand II accorde une nouvelle constitution puis la révoque après quelques mois et rétablit l'absolutisme.
En outre, la région est frappée, comme le reste de l'Europe à cette époque, par des épidémies de choléra qui déciment la population du royaume en 1835 et 1854 ; ces circonstances tragiques vont favoriser de nouveaux soulèvements, toujours réprimés de façon aussi impitoyable.

### De l'unification italienne au fascisme

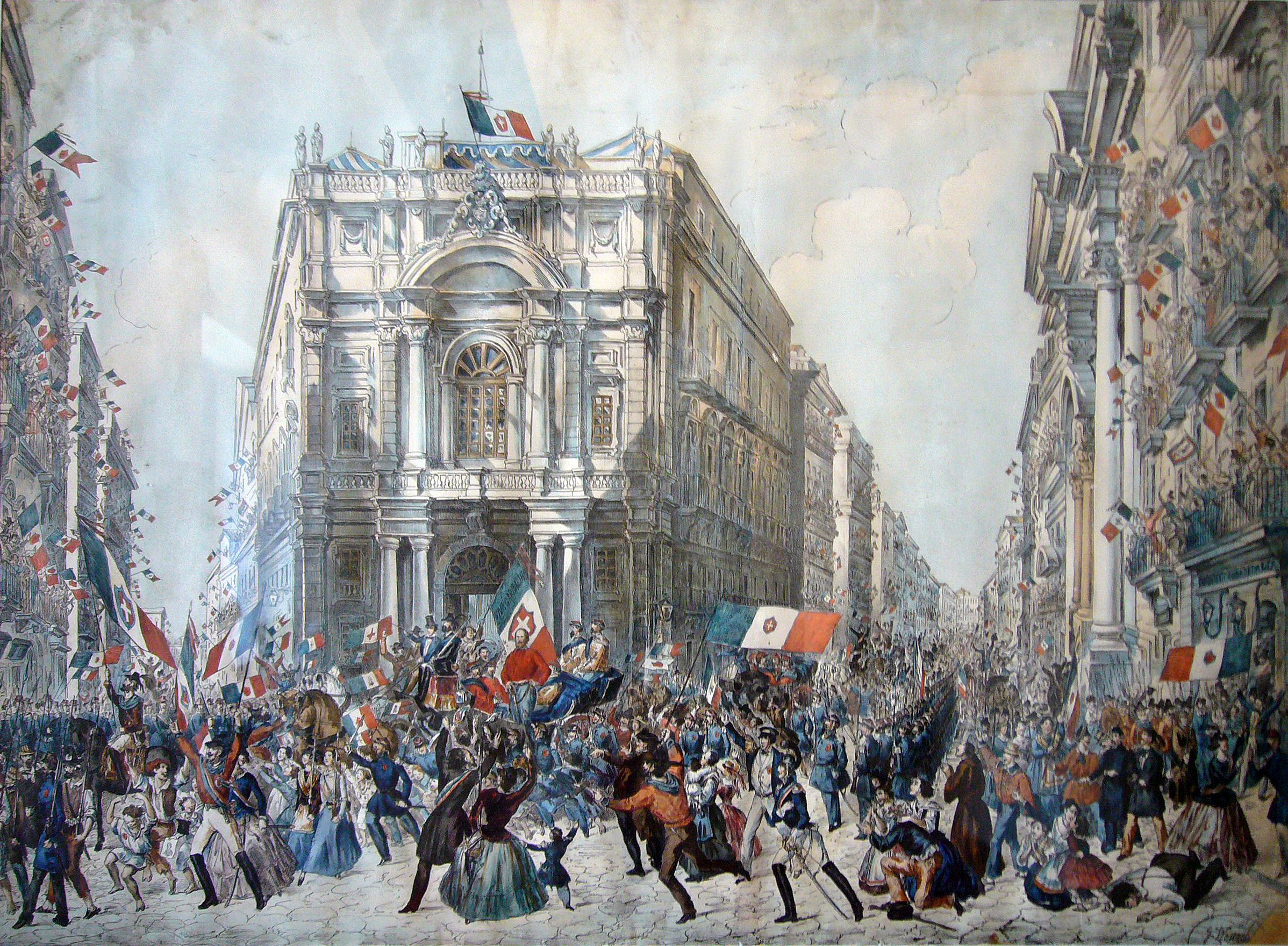
L'entrée de Garibaldi à Naples.

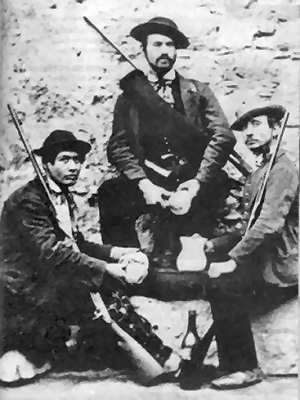
Brigands de la bande d'Agostino Sacchitiello (1862).

La Campanie fut également impliquée dans les révoltes libérales en faveur de l'unification italienne jusqu'à sa conquête et son annexion au royaume d'Italie naissant en 1861. Par la suite, la Campanie, comme le reste du Sud, connut le phénomène du brigandage, durement réprimé par l'armée italienne, et celui de l'émigration, provoqués par les nouvelles politiques nationales en matière économique et de gestion des biens publics.
Comme beaucoup d'autres villes européennes, Naples subit à la fin du XIXe siècle de profondes transformations urbaines caractérisées par la démolition de nombreux édifices considérés comme insalubres, l'ouverture ou l'agrandissement des voies publiques et la création de nouveaux quartiers et bâtiments (comme la galleria Umberto-I) ; à la même époque, de nombreux cafés-concerts ouvrent leur porte et témoignent du dynamisme culturel de l'ancienne capitale.
De nombreuses pertes civiles sont déclarées dans la région lors de la Grande Guerre malgré son éloignement du front à cause d'un bombardement de Naples par l'aviation allemande en 1918. La ville a également été le théâtre d'un grand rassemblement fasciste en 1922, immédiatement avant la marche sur Rome qui allait porter Mussolini au pouvoir.
En 1925, la première ligne métropolitaine (souterraine) d'Italie est inaugurée à l'ouverture de la ligne Naples-Pouzzoles.

### Depuis la Seconde Guerre mondiale

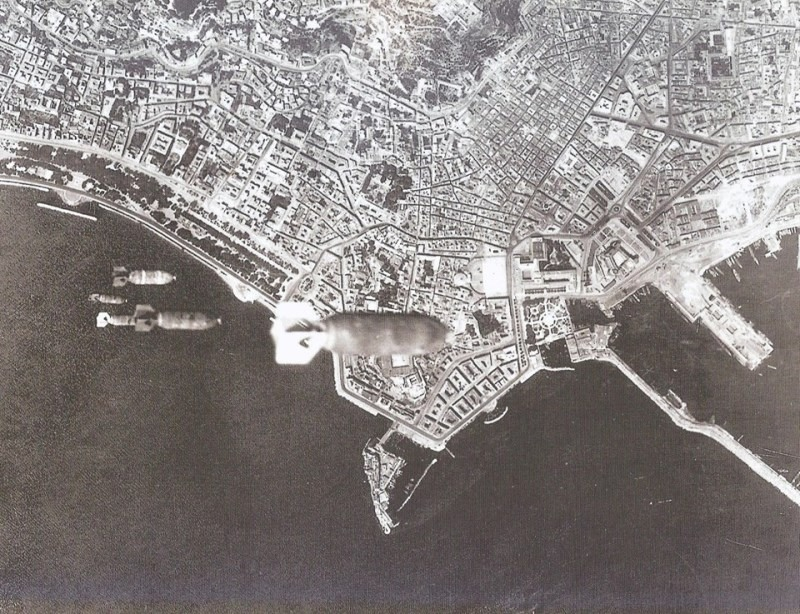
Bombardements de Naples.

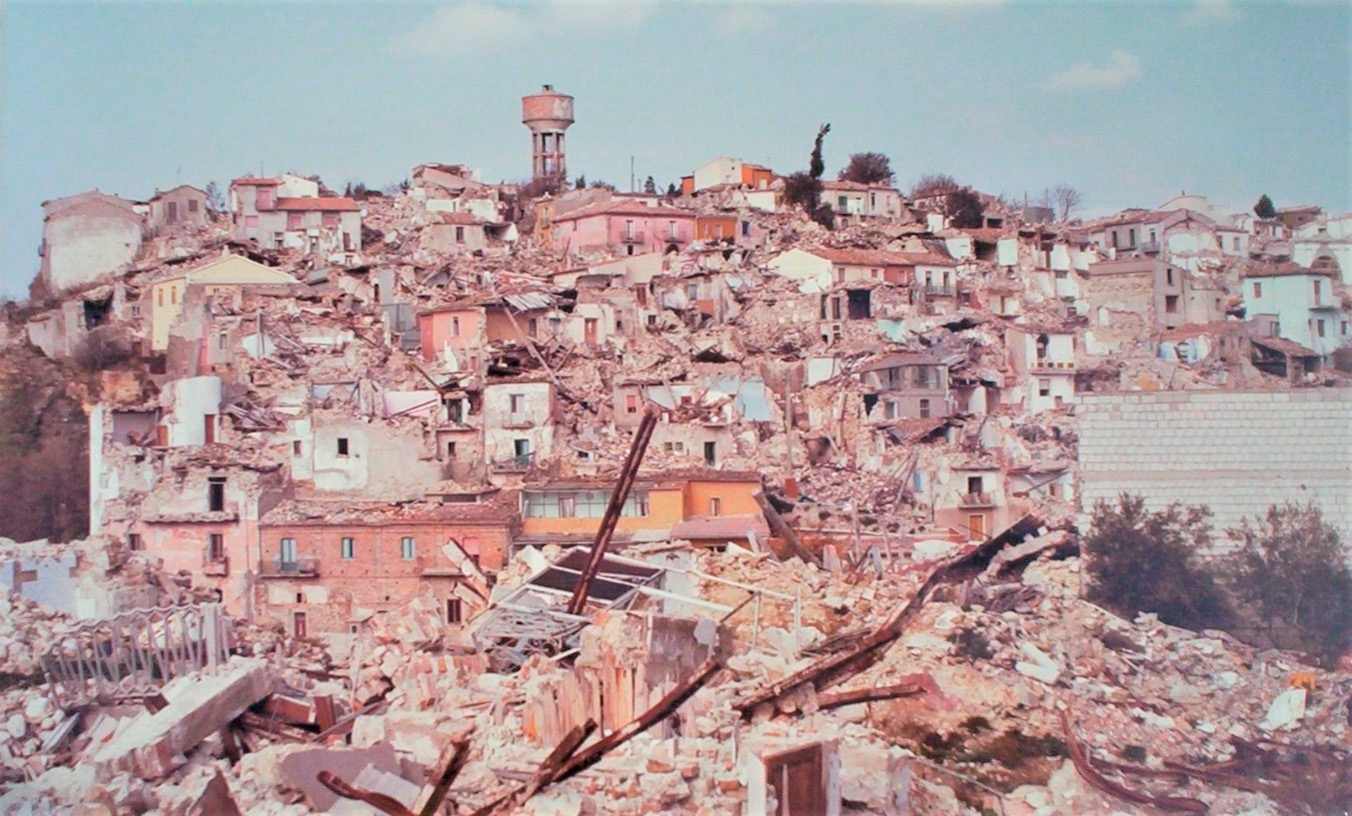
Vue de Conza della Campania après le tremblement de terre.

Lors de la Seconde Guerre mondiale, la Campanie fut le théâtre de vastes opérations militaires d'envergure telles que les quatre journées de Naples et le débarquement de Salerne, après lequel la ville de Salerne accueillit la famille royale ainsi que les premières institutions de l'Italie postfasciste, accédant au titre de capitale italienne de facto dans l'attente de la libération de Rome (mi-août 1944).
Dans l'après-guerre, la Campanie et tout le Mezzogiorno sont devenus une importante source d'émigration vers les régions d'Italie du Nord, dont l'économie est plus solide.
En 1980, la région est dévastée par le tremblement de terre de l'Irpinia survenu le dimanche 23 novembre à 19 h 34 : une forte secousse de magnitude 6,9 sur l'échelle de Richter, d'une durée d'environ 90 secondes et avec un hypocentre de 30 km de profondeur. Les communes de Sant'Angelo dei Lombardi, Lioni, Torella dei Lombardi, Conza della Campania, Teora, Laviano, Calabritto, Senerchia et d'autres villages avoisinants sont ravagés. Il a été ressenti dans un large rayon à travers le centre de la péninsule italienne et a provoqué quelques dégâts (bien que minimes) jusqu'à Naples.
En 1994, la crise des déchets éclate en Campanie, plongeant toute la région dans un état d'urgence afin d'éliminer les déchets urbains. L'état d'urgence prend officiellement fin après quinze ans de travaux, sur la base d'un décret approuvé par le gouvernement italien le 17 décembre 2009.

## Héraldique
La région de la Campanie s'est dotée, par la loi régionale N.1 datée du 21 juillet 1971 de la région de la Campanie, du blason que s'était donné la République maritime d'Amalfi : « d'argent à la bande de gueules » (une bande rouge sur fond blanc).

## Géographie
La Campanie s'étend à l'ouest de la chaîne des Apennins, depuis le Garigliano, au Nord, jusqu'au golfe de Policastro, au sud. Ses terres fertiles entourent le golfe de Naples ; les cultures de tabac et de céréales alternent avec les  vignobles, les oliviers, les  orangers et les citronniers. La région est dominée par le Vésuve, volcan toujours en activité.

## Culture

### Lieux d'histoire
Antiquité gréco-romaine :
- parc archéologique de Cumes (première colonie de la Grande-Grèce) ;
- parc archéologique de Paestum (3 temples grecs parmi les mieux conservés au monde) ;
- parc archéologique de Élée/Vélia (Colonie Phocéenne) ;
- villes de Pompéi et d'Herculanum ensevelies lors de l'éruption du Vésuve (79 apr. J.-C.).

Autre :
- Château de Caserte construit au XVIIIe siècle sur les plans de Luigi Vanvitelli, architecte.

### UNESCO
Cinq sites culturels de la Campanie sont classés au patrimoine mondial de l'UNESCO : le centre historique de Naples (depuis 1995) ; la Côte amalfitaine (1997) ; le Palais de Caserte, avec le parc, l’aqueduc de Vanvitelli et l’ensemble de San Leucio (1997) ; les sites archéologiques de Pompéi, Herculanum et Oplontis (1997) ; le Parc national du Cilento et du Val de Diano, avec les sites archéologiques de Paestum et Velia et la Certosa di Paluda (1998). La Campanie a attiré plus de 7 millions de touristes en 2013.

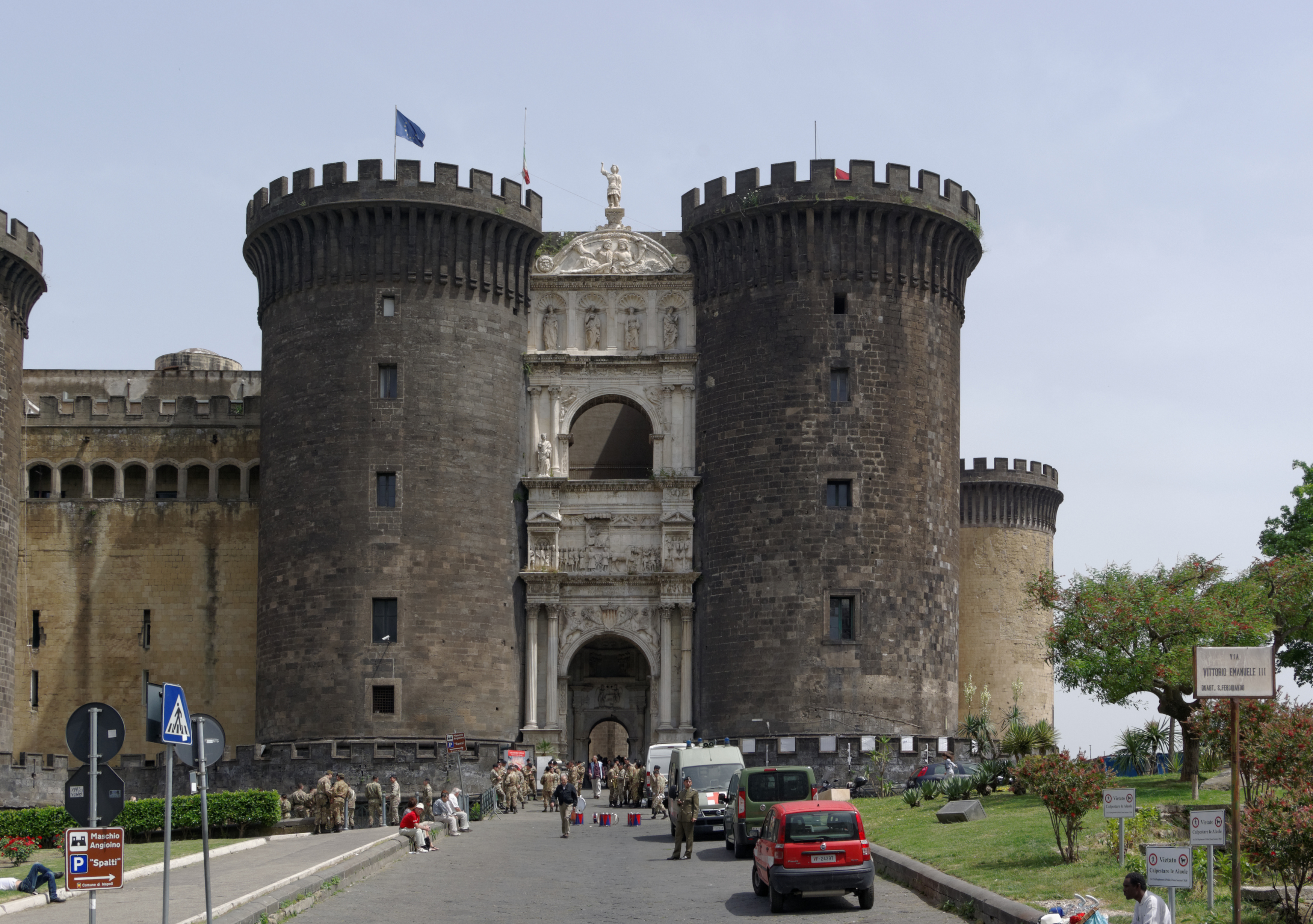
Naples.
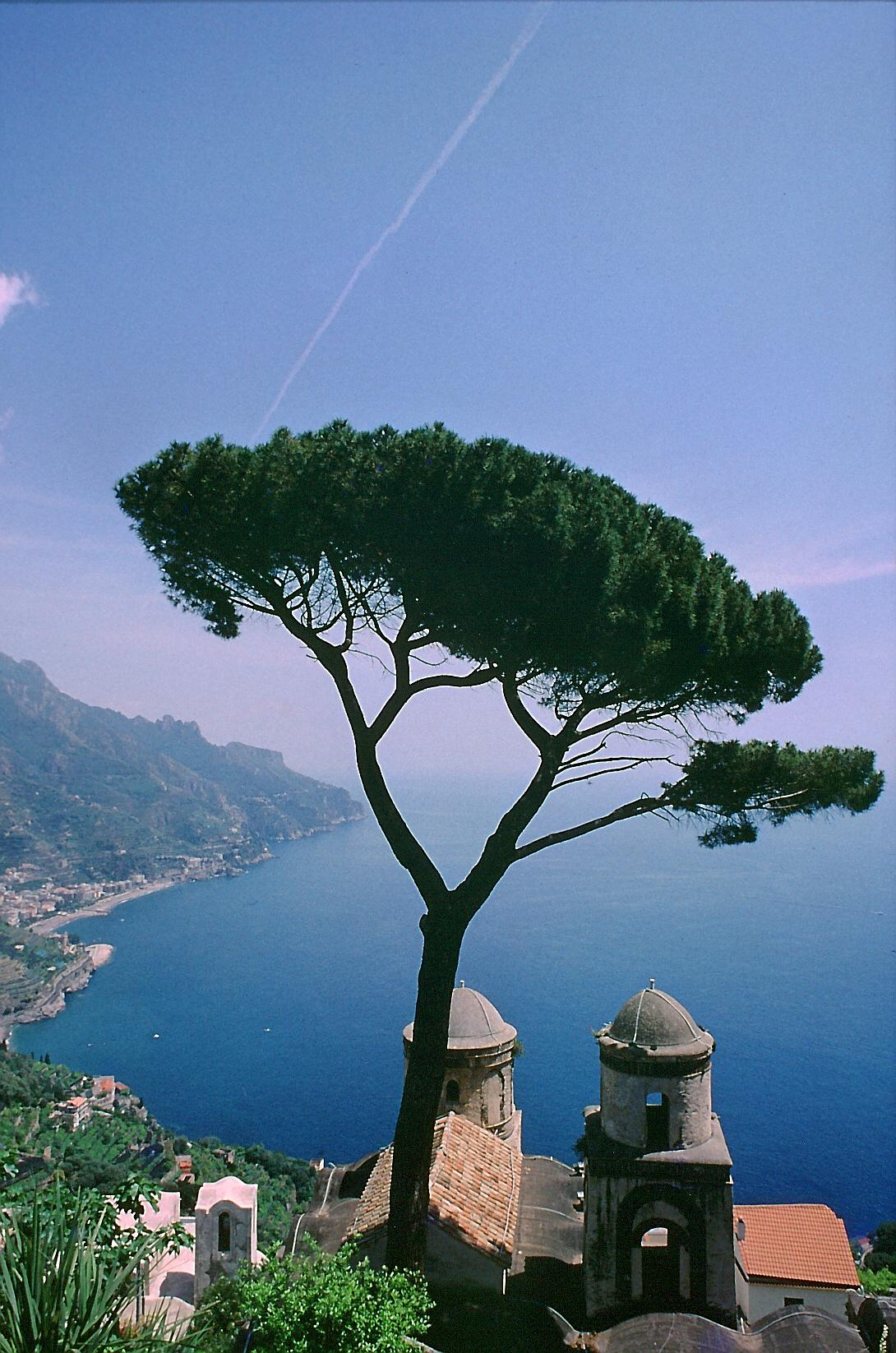
Côte amalfitaine.
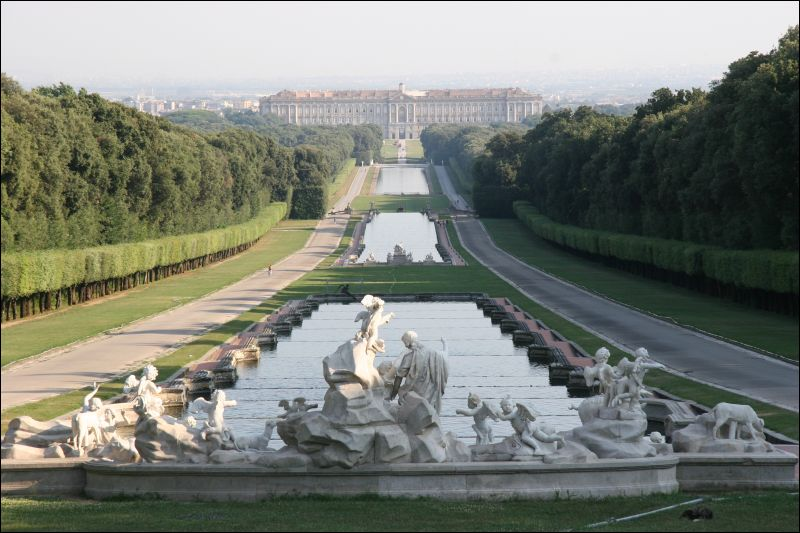
Palais de Caserte.
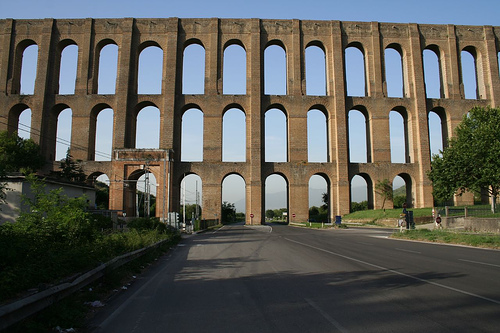
Aqueduc de Vanvitelli.
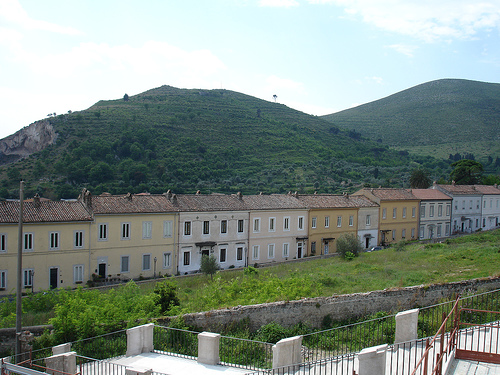
San Leucio.
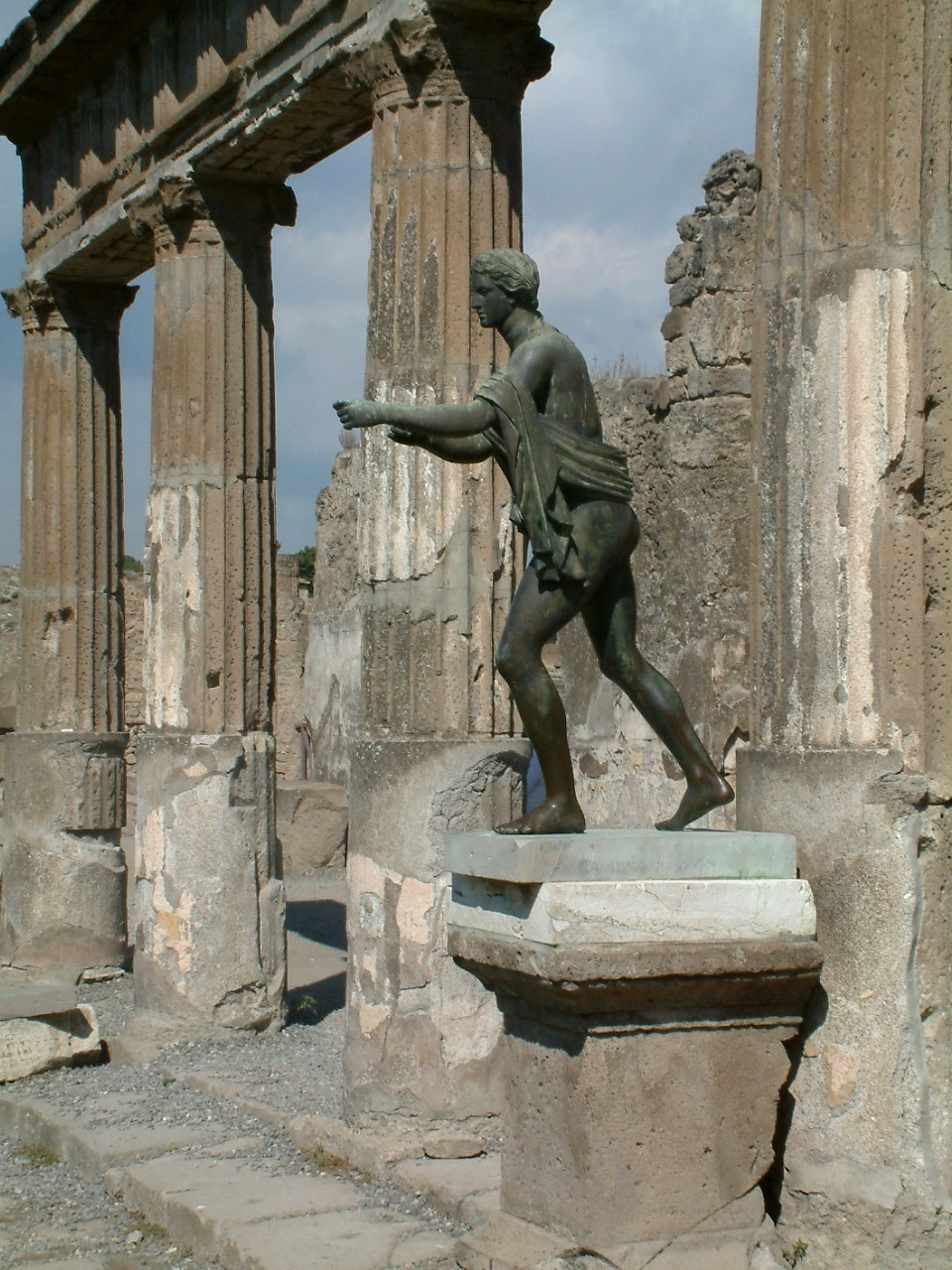
Pompéi.
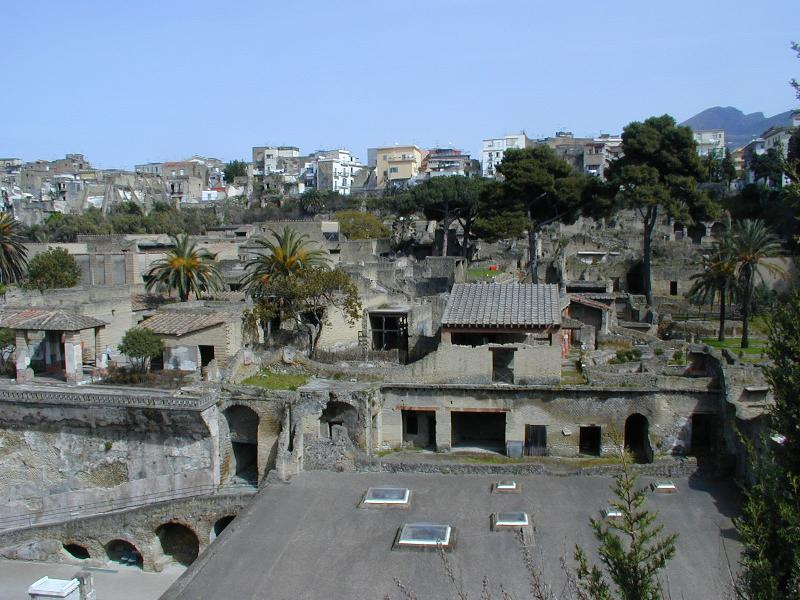
Herculanum.
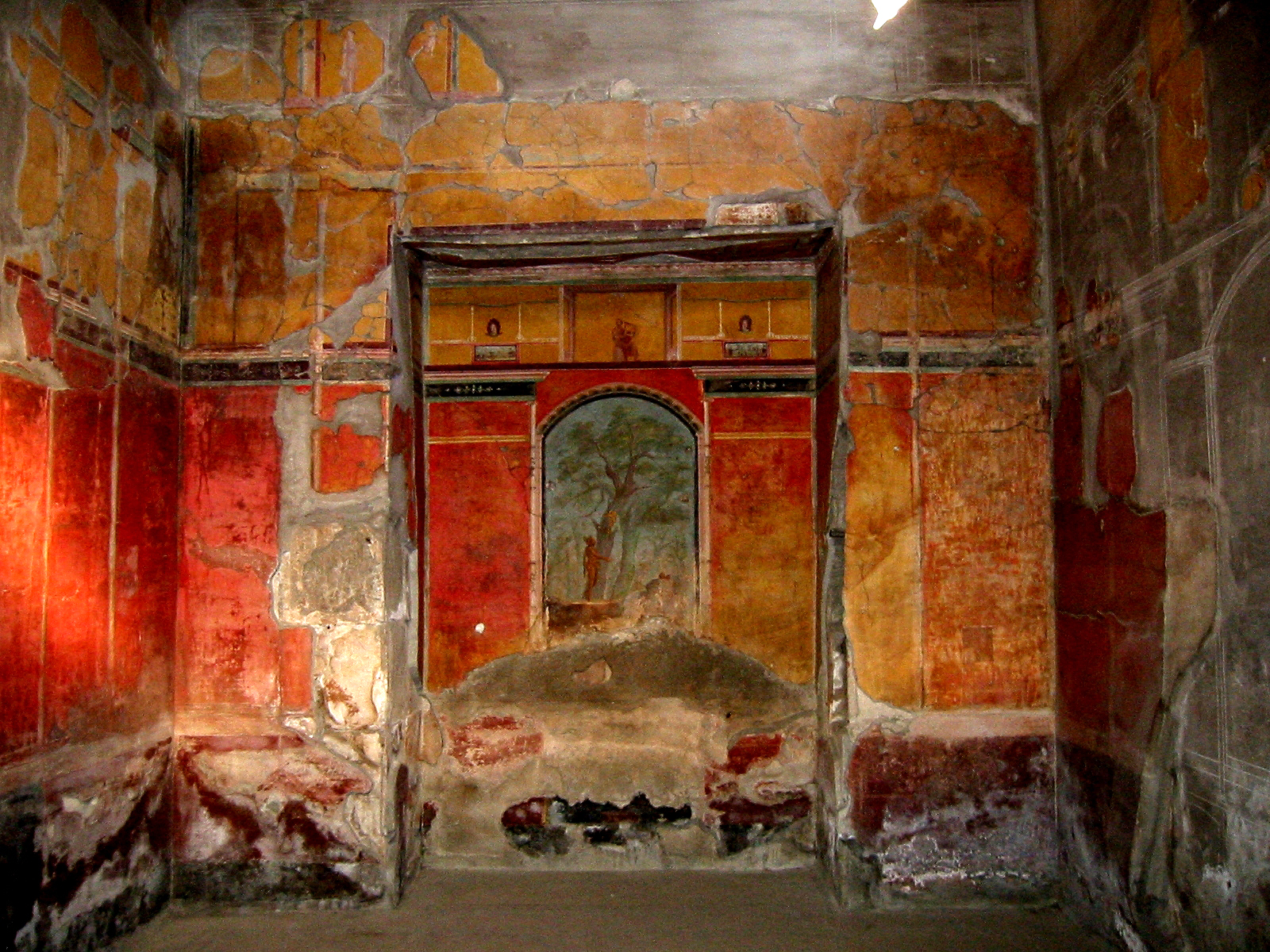
Oplontis.
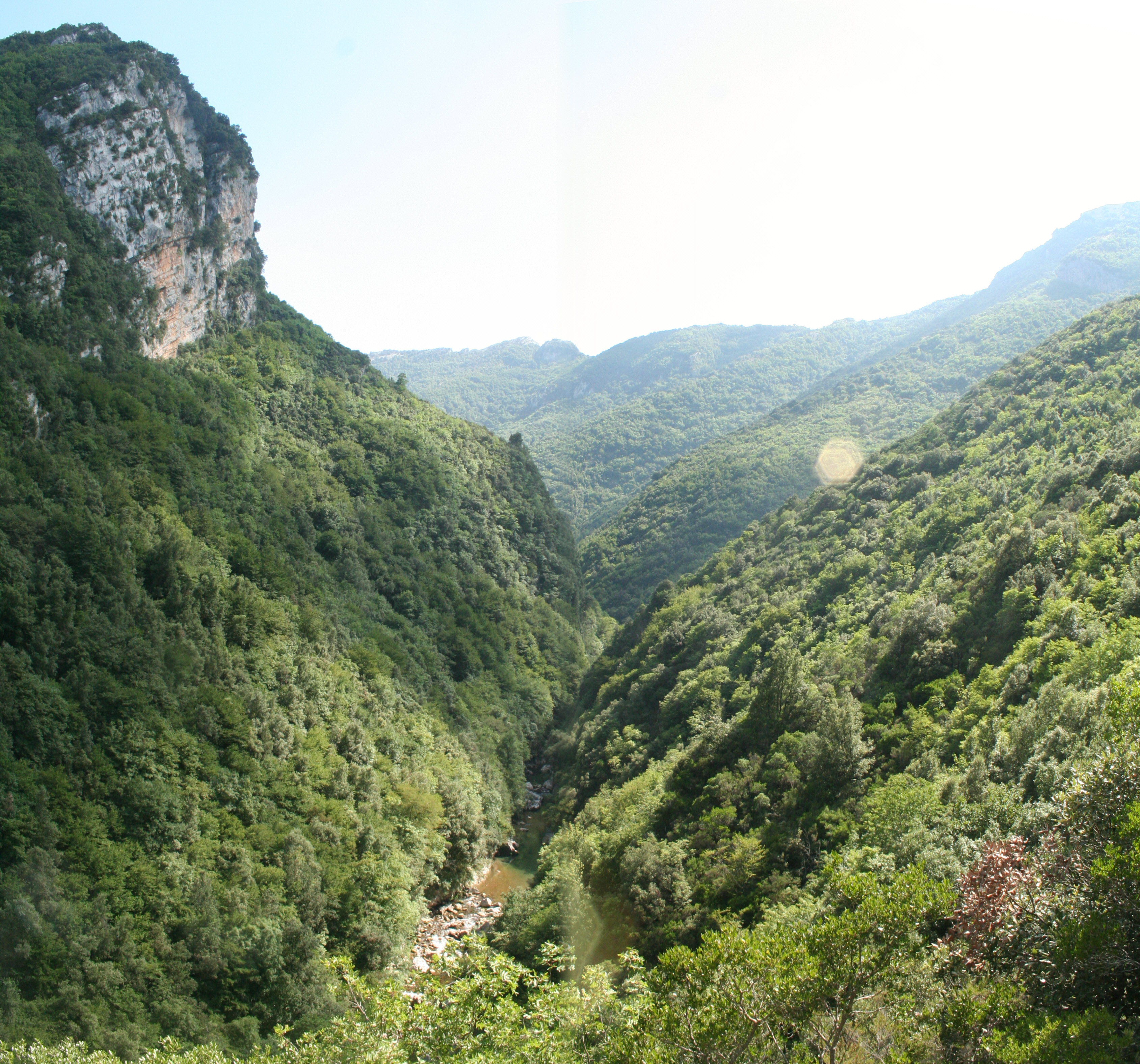
Parc national du Cilento et du Vallo Diano.
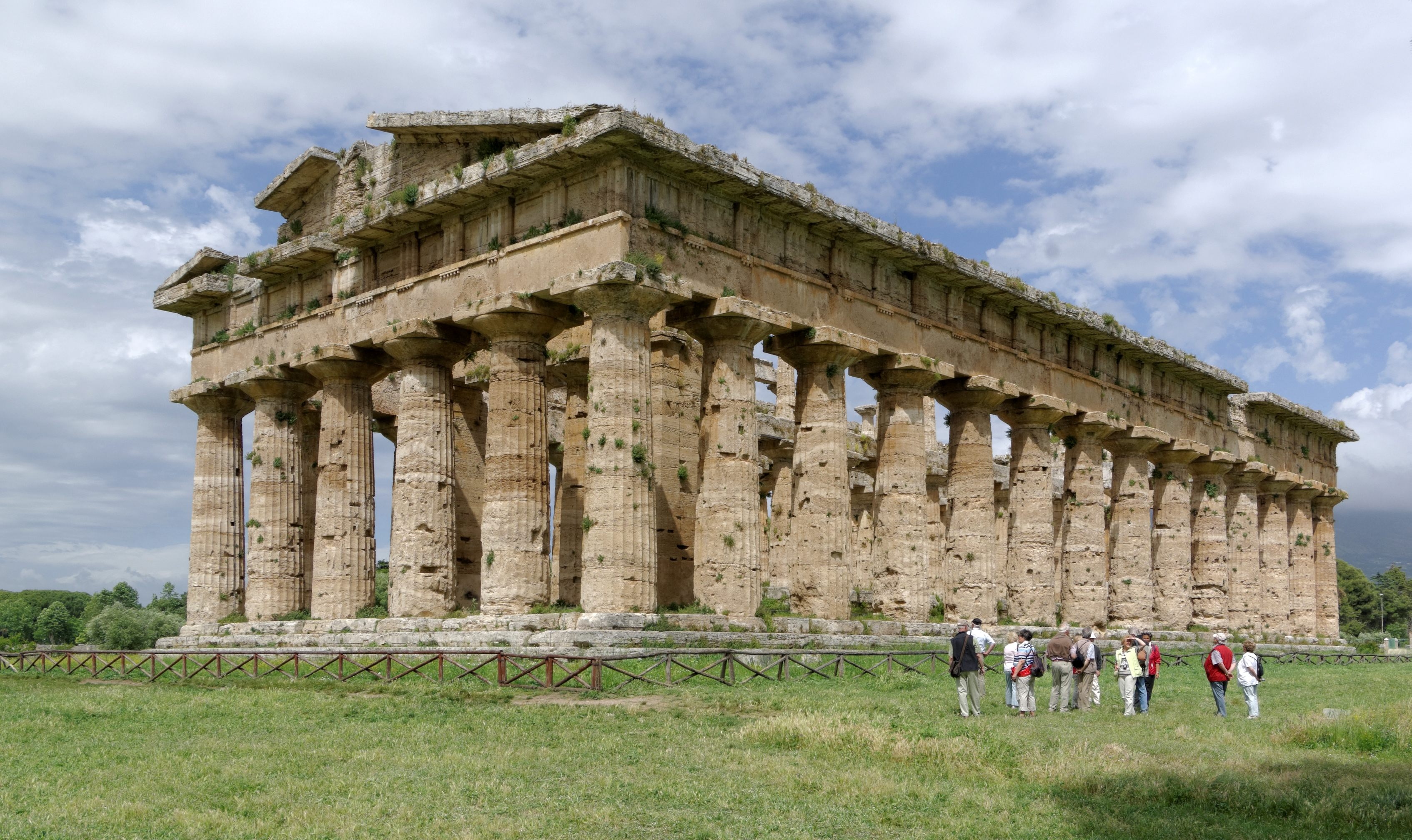
Paestum.
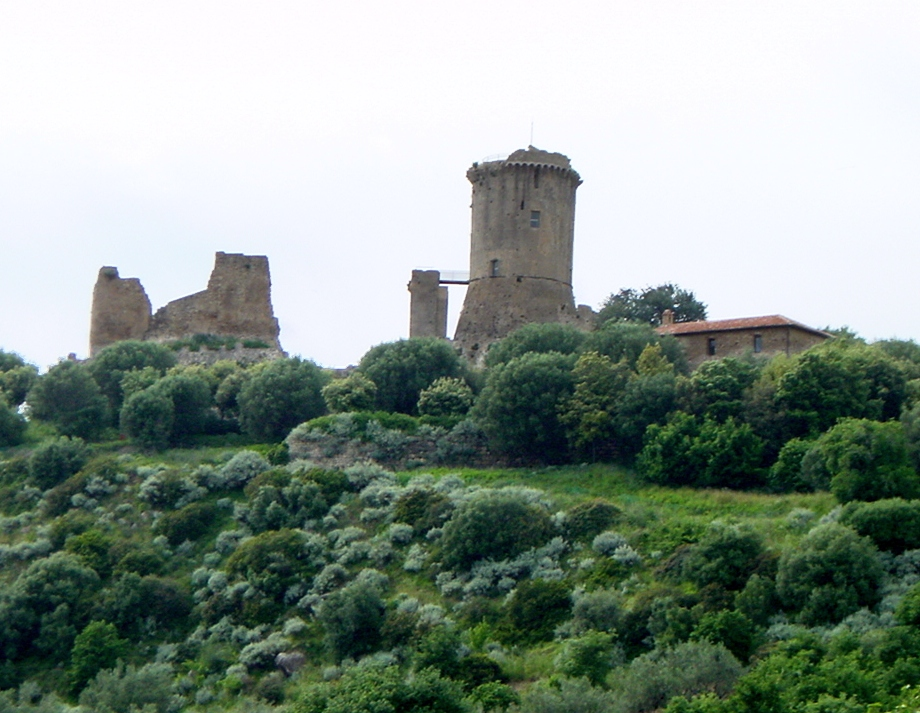
Velia.
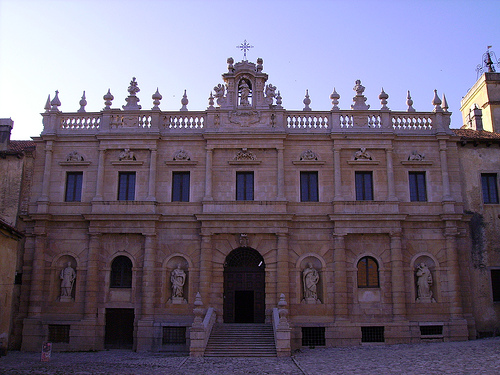
Chartreuse de Padula.

## Administration

Les cinq provinces de Campanie.

La Campanie est divisée en 4 provinces et une ville métropolitaine :
- province d'Avellino, chef-lieu Avellino ;
- province de Bénévent, chef-lieu Bénévent (Benevento) ;
- province de Caserte, chef-lieu Caserte (Caserta) ;
- province de Salerne, chef-lieu Salerne (Salerno) ;
- ville métropolitaine de Naples, chef-lieu Naples (Napoli) ;

## Politique
La Campanie bascule à droite à l'occasion des élections régionales de 2010. Conduite par Stefano Caldoro, du Nouveau Parti socialiste italien, la droite l'emporte nettement avec 54,25 % des voix contre 43,04 % des voix à la gauche.
À l'issue du scrutin, le conseil régional compte 21 élus du Peuple de la liberté, 14 élus du Parti démocrate, 6 élus de l'Union de centre, 4 élus de l'Italie des valeurs, 4 élus de la liste commune Mouvement pour les autonomies-Nouveau Parti socialiste italien-Parti républicain italien, 2 élus pour la liste Liberté et autonomie, 2 élus pour Gauche, écologie et liberté, 2 élus pour l'Union des démocrates pour l'Europe, 1 élu de la liste Campanie libre, 1 élu de la liste commune Alliance de centre-Démocratie chrétienne, 1 élu de l'Alliance du peuple et 1 élu de La Droite.
La Campanie rebascule à gauche à l'occasion des élections régionales de 2015. Conduit par Vincenzo De Luca, du Parti Démocrate, le centre-gauche remporte l'élection avec 41,15 % des voix contre 38,38 % des voix pour la coalition de centre-droit menée par le président sortant, et 17,52 % des voix pour la liste du Mouvement 5 étoiles, menée par Valeria Ciarambino.
Lors des élections régionales de 2020, la coalition de centre-gauche menée par Vincenzo De Luca est reconduite avec 69,5 % des suffrages contre 18,1 % pour la coalition de centre-droit menée par Stefano Caldoro, et 9,9 % pour la liste du Mouvement 5 étoiles menée par Valeria Ciarambino.

## Économie
Capitale de la pizza et d'un certain folklore italien (chansons et spectacles comme la Tarantelle), Naples est le port d'une région qui s'industrialise : industries alimentaires (notamment pour la production de pâtes), aciéries, raffineries de gaz et de pétrole, industries mécaniques.
La Campanie était renommée dans les premiers siècles de l'ère chrétienne pour ses activités métallurgiques et en particulier la fabrication de cloches et de sonnailles destinées aux troupeaux ou aux activités publiques comme les assemblées ou les ventes à la criée. Les premiers monastères reprendront cet usage pour avertir les moines des diverses prières et l'utilisation des cloches s'associera petit à petit aux offices religieux. Les églises comporteront peu à peu des clochers ou des campaniles séparés pour l'installation de cloches de plus en plus grosses.

## Criminalité et crise des déchets
En 2012, 90 homicides volontaires ont été commis en Campanie. La plupart de ces assassinats se font dans le cadre de règlements de comptes, essentiellement à Naples et dans sa province. De 1979 à 2005, 3 600 personnes sont assassinées par la Camorra.
Dans la région, la Camorra, organisation mafieuse, est accusée d’être à la tête d’un trafic illégal internationalisé de déchets jugés nocifs pour l’environnement et la santé publique. En 1993 déjà, l’Etat italien déclare l’état d’urgence dans cette région concernant la gestion des déchets. Devenue la « poubelle de l’Europe », celle-ci est, depuis les années 1980, le centre névralgique d’une activité criminelle contre laquelle les autorités italiennes ont les plus grandes difficultés à lutter en dépit de la création de « commissariats extraordinaires » qui combattent cette forme de criminalité. En juin 2007, la Commission européenne ouvre une procédure d’infraction contre l’Italie pour l’ensemble des crises advenues depuis le milieu des années 1990 en Campanie et dans la région de Naples, plus particulièrement pour « violation des dispositions européennes en matière de gestion et d’entreposage des déchets ». Depuis les années 1990, les déchets ne pouvant être déposés dans les décharges surchargées, sont pris en charge par la Camorra qui, au moyen d’entreprises de transport et grâce à la corruption des autorités locales, s’en débarrasse en les abandonnant « dans l’arrière-pays, sur des terrains privés appartenant aux mafieux, ou en les entreposant dans les décharges non-réglementaires » La Camorra s’est également positionnée sur le marché légal des déchets à travers des entreprises « fantômes » ou « prête-noms ».
Conséquence de ces activités criminelles, la Campanie est devenue l’une des régions européennes les plus polluées, les nappes phréatiques et les sols, notamment agricoles, étant surchargés en produits toxiques. Par exemple, le lait des bufflonnes de Campanie, à l’origine de la mozzarella AOC (Appellation d’Origine Contrôlée), a été jugé nocif pour la santé des consommateurs par la Commission européenne qui a suggéré aux autorités italiennes de retirer le fromage des rayons des supermarchés.

## Démographie

### Émigration
En 2012, 43 000 Campaniens ont quitté leur région pour le centre et le nord de l'Italie.

### Immigration
235 000 étrangers (dont 54 % de femmes) résidaient en Campanie au début de l'année 2013. 51 % d'entre eux vivaient à Naples et dans sa province. Ils viennent essentiellement d'Europe (environ 60 %), notamment d'Ukraine, et 10 % d'entre eux sont mariés à des Italien(ne)s. 15 % des étrangers sont au chômage. Le salaire moyen d'un étranger en Campanie est d'environ 690 €/mois.